# Ил Требо (Форли-Чезена)
Ил Требо (итал. Il Trebbo) је насеље у Италији у округу Форли-Чезена, региону Емилија-Ромања.
Према процени из 2011. у насељу је живело 66 становника. Насеље се налази на надморској висини од 60 м.